# Eleccions regionals italianes de 1985
Les eleccions per a renovar els Consells regionals de les Regions d'Itàlia se celebraren el 12 de maig de 1985. Es va votar a quinze regions: Abruços, Basilicata, Calàbria, Campània, Emília-Romanya, Laci, Ligúria, Llombardia, Marques, Molise, Piemont, Pulla, Toscana, Úmbria, Vèneto.

## Piemont
| Partits                                          | vots      | vots (%) | escons |
| ------------------------------------------------ | --------- | -------- | ------ |
| Democràcia Cristiana Italiana (DC)               | 918.557   | 30,5     | 19     |
| Partit Comunista Italià (PCI)                    | 871.141   | 28,9     | 18     |
| Partit Socialista Italià (PSI)                   | 389.170   | 12,9     | 8      |
| Moviment Social Italià - Dreta Nacional (MSI-DN) | 165.691   | 5,5      | 3      |
| Partit Republicà Italià (PRI)                    | 158.597   | 5,3      | 3      |
| Partit Liberal Italià (PLI)                      | 152.989   | 5,1      | 3      |
| Partit Socialista Democràtic Italià (PSDI)       | 152.989   | 4,7      | 3      |
| Llista Verda Cívica                              | 52.240    | 1,7      | 1      |
| Llista Verda                                     | 50.091    | 1,7      | 1      |
| Democràcia Proletària (DP)                       | 48.575    | 1,6      | 1      |
| Lliga Llombarda                                  | 33.978    | 1,1      | -      |
| Partit Pensionistes                              | 8.545     | 0,3      | -      |
| altres                                           | 23.927    | 0,8      | -      |
| Total                                            | 3.016.556 | 100,00   | 60     |

## Llombardia
| Partits                                          | vots      | vots (%) | escons |
| ------------------------------------------------ | --------- | -------- | ------ |
| Democràcia Cristiana Italiana (DC)               | 2.204.685 | 36,0     | 31     |
| Partit Comunista Italià (PCI)                    | 1.632.676 | 26,7     | 22     |
| Partit Socialista Italià (PSI)                   | 941.395   | 15,4     | 12     |
| Moviment Social Italià - Dreta Nacional (MSI-DN) | 363.918   | 5,9      | 4      |
| Partit Republicà Italià (PRI)                    | 293.359   | 4,8      | 4      |
| Partit Socialista Democràtic Italià (PSDI)       | 170.763   | 2,8      | 2      |
| Llista Verda                                     | 146.835   | 2,4      | 2      |
| Partit Liberal Italià (PLI)                      | 143.641   | 2,3      | 1      |
| Democràcia Proletària (DP)                       | 136.781   | 2,2      | 2      |
| Partit Pensionistes                              | 32.945    | 0,5      | -      |
| Lliga Llombarda                                  | 28.074    | 0,5      | -      |
| altres                                           | 24.275    | 0,4      | -      |
| Total                                            | 6.119.347 | 100,00   | 80     |

## Vèneto
| Partits                                          | vots      | vots (%) | escons |
| ------------------------------------------------ | --------- | -------- | ------ |
| Democràcia Cristiana Italiana (DC)               | 1.383.406 | 45,9     | 30     |
| Partit Comunista Italià (PCI)                    | 615.002   | 20,4     | 12     |
| Partit Socialista Italià (PSI)                   | 372.096   | 12,3     | 8      |
| Moviment Social Italià - Dreta Nacional (MSI-DN) | 135.417   | 4,5      | 2      |
| Lliga Vèneta                                     | 112.275   | 3,7      | 2      |
| Partit Republicà Italià (PRI)                    | 98.306    | 3,3      | 2      |
| Partit Socialista Democràtic Italià (PSDI)       | 96.571    | 3,2      | 1      |
| Llista Verda                                     | 77.967    | 2,6      | 1      |
| Partit Liberal Italià (PLI)                      | 57.648    | 1,9      | 1      |
| Democràcia Proletària (DP)                       | 51.254    | 1,7      | 1      |
| Partit Pensionistes                              | 7.036     | 0,2      | -      |
| altres                                           | 6.533     | 0,2      | -      |
| Total                                            | 3.013.511 | 100,00   | 60     |

## Ligúria
| Partits                                          | vots      | vots (%) | escons |
| ------------------------------------------------ | --------- | -------- | ------ |
| Partit Comunista Italià (PCI)                    | 428.991   | 34,8     | 15     |
| Democràcia Cristiana Italiana (DC)               | 374.046   | 30,4     | 13     |
| Partit Socialista Italià (PSI)                   | 135.417   | 12,1     | 4      |
| Moviment Social Italià - Dreta Nacional (MSI-DN) | 70.595    | 5,7      | 2      |
| Partit Republicà Italià (PRI)                    | 40.420    | 4,2      | 2      |
| Partit Liberal Italià (PLI)                      | 40.420    | 3,3      | 1      |
| Partit Socialista Democràtic Italià (PSDI)       | 37.037    | 3,0      | 1      |
| Llista Verda                                     | 34.605    | 2,8      | 1      |
| Democràcia Proletària (DP)                       | 18.311    | 1,5      | 1      |
| Partit Pensionistes                              | 12.602    | 1,0      | -      |
| Lliga Llombarda                                  | 10.751    | 0,9      | -      |
| altres                                           | 2.518     | 0,2      | -      |
| Total                                            | 1.231.323 | 100,00   | 40     |

## Emília-Romanya
| Partits                                          | vots      | vots (%) | escons |
| ------------------------------------------------ | --------- | -------- | ------ |
| Partit Comunista Italià (PCI)                    | 1.382.913 | 47,0     | 26     |
| Democràcia Cristiana Italiana (DC)               | 722.286   | 24,6     | 13     |
| Partit Socialista Italià (PSI)                   | 320.809   | 10,9     | 4      |
| Partit Republicà Italià (PRI)                    | 138.030   | 4,7      | 2      |
| Moviment Social Italià - Dreta Nacional (MSI-DN) | 125.346   | 4,3      | 2      |
| Partit Socialista Democràtic Italià (PSDI)       | 78.651    | 2,7      | 1      |
| Llista Verda                                     | 67.109    | 2,3      | 1      |
| Partit Liberal Italià (PLI)                      | 47.092    | 1,6      | 1      |
| Democràcia Proletària (DP)                       | 33.190    | 1,1      | -      |
| Lliga Llombarda                                  | 11.564    | 0,4      | -      |
| Partit Pensionistes                              | 2.261     | 0,1      | -      |
| altres                                           | 10449     | 0,4      | -      |
| Total                                            | 2.939.700 | 100,00   | 50     |

## Toscana
| Partits                                          | vots      | vots (%) | escons |
| ------------------------------------------------ | --------- | -------- | ------ |
| Partit Comunista Italià (PCI)                    | 1.183.428 | 46,2     | 25     |
| Democràcia Cristiana Italiana (DC)               | 679.986   | 26,2     | 14     |
| Partit Socialista Italià (PSI)                   | 306.797   | 12,0     | 5      |
| Moviment Social Italià - Dreta Nacional (MSI-DN) | 118.420   | 4,6      | 2      |
| Partit Republicà Italià (PRI)                    | 84.725    | 3,3      | 1      |
| Partit Socialista Democràtic Italià (PSDI)       | 43.810    | 1,7      | 1      |
| Llista Verda                                     | 41.281    | 1,6      | 1      |
| Democràcia Proletària (DP)                       | 37.098    | 1,4      | 1      |
| Partit Liberal Italià (PLI)                      | 28.863    | 1,1      | -      |
| Lliga Llombarda                                  | 11.798    | 0,5      | -      |
| Partit Pensionistes                              | 8.234     | 0,3      | -      |
| altres                                           | 16032     | 0,7      | -      |
| Total                                            | 2.560.472 | 100,00   | 50     |

## Úmbria
| Partits                                          | vots    | vots (%) | escons |
| ------------------------------------------------ | ------- | -------- | ------ |
| Partit Comunista Italià (PCI)                    | 258.806 | 44,3     | 14     |
| Democràcia Cristiana Italiana (DC)               | 160.388 | 27,5     | 9      |
| Partit Socialista Italià (PSI)                   | 84.587  | 14,5     | 4      |
| Moviment Social Italià - Dreta Nacional (MSI-DN) | 36.960  | 6,3      | 2      |
| Partit Republicà Italià (PRI)                    | 14.996  | 2,6      | 1      |
| Partit Socialista Democràtic Italià (PSDI)       | 9.840   | 1,7      | -      |
| Democràcia Proletària (DP)                       | 7.188   | 1,2      | -      |
| Partit Liberal Italià (PLI)                      | 5.197   | 0,9      | -      |
| Lliga Llombarda                                  | 2.103   | 0,4      | -      |
| Partit Pensionistes                              | 1.183   | 0,2      | -      |
| altres                                           | 2.326   | 0,4      | -      |
| Total                                            | 583.574 | 100,00   | 30     |

## Marques
| Partits                                          | vots    | vots (%) | escons |
| ------------------------------------------------ | ------- | -------- | ------ |
| Democràcia Cristiana Italiana (DC)               | 359.314 | 36,1     | 15     |
| Partit Comunista Italià (PCI)                    | 355.232 | 35,7     | 15     |
| Partit Socialista Italià (PSI)                   | 104.587 | 10,5     | 4      |
| Moviment Social Italià - Dreta Nacional (MSI-DN) | 55.280  | 5,6      | 2      |
| Partit Republicà Italià (PRI)                    | 36.639  | 3,7      | 1      |
| Partit Socialista Democràtic Italià (PSDI)       | 32.439  | 3,3      | 1      |
| Llista Verda                                     | 22.314  | 2,2      | 1      |
| Partit Liberal Italià (PLI)                      | 11.772  | 1,2      | 1      |
| Democràcia Proletària (DP)                       | 10.136  | 1,0      | -      |
| Lliga Llombarda                                  | 5.433   | 0,5      | -      |
| altres                                           | 2.069   | 0,2      | -      |
| Total                                            | 995.215 | 100,00   | 40     |

## Laci
| Partits                                          | vots      | vots (%) | escons |
| ------------------------------------------------ | --------- | -------- | ------ |
| Democràcia Cristiana Italiana (DC)               | 1.132.083 | 33,6     | 21     |
| Partit Comunista Italià (PCI)                    | 1.008.155 | 29,9     | 18     |
| Partit Socialista Italià (PSI)                   | 395.386   | 11,7     | 7      |
| Moviment Social Italià - Dreta Nacional (MSI-DN) | 327.030   | 9,7      | 6      |
| Partit Republicà Italià (PRI)                    | 133.309   | 4,0      | 2      |
| Partit Socialista Democràtic Italià (PSDI)       | 129.364   | 3,8      | 2      |
| Llista Verda                                     | 78.293    | 2,3      | 1      |
| Partit Liberal Italià (PLI)                      | 67.037    | 2,0      | 1      |
| Democràcia Proletària (DP)                       | 43.123    | 1,3      | 1      |
| Lliga Llombarda                                  | 30.273    | 0,9      | 1      |
| altres                                           | 29.366    | 0,8      | -      |
| Total                                            | 3.373.419 | 100,00   | 60     |

## Abruços
| Partits                                          | vots    | vots (%) | escons |
| ------------------------------------------------ | ------- | -------- | ------ |
| Democràcia Cristiana Italiana (DC)               | 367.300 | 44,3     | 19     |
| Partit Comunista Italià (PCI)                    | 223.446 | 26,9     | 11     |
| Partit Socialista Italià (PSI)                   | 97.464  | 11,7     | 5      |
| Moviment Social Italià - Dreta Nacional (MSI-DN) | 51.223  | 6,2      | 2      |
| Partit Socialista Democràtic Italià (PSDI)       | 31.678  | 3,8      | 1      |
| Partit Republicà Italià (PRI)                    | 23.399  | 2,8      | 1      |
| Partit Liberal Italià (PLI)                      | 13.280  | 1,6      | 1      |
| Llista Verda                                     | 9.956   | 1,2      | -      |
| Democràcia Proletària (DP)                       | 6.466   | 0,8      | -      |
| Lliga Llombarda                                  | 2.694   | 0,3      | -      |
| Partit Pensionistes                              | 1.140   | 0,1      | -      |
| altres                                           | 1.442   | 0,2      | -      |
| Total                                            | 829.488 | 100,00   | 40     |

## Molise
| Partits                                          | vots    | vots (%) | escons |
| ------------------------------------------------ | ------- | -------- | ------ |
| Democràcia Cristiana Italiana (DC)               | 122.268 | 56,5     | 18     |
| Partit Comunista Italià (PCI)                    | 35.097  | 16,2     | 5      |
| Partit Socialista Italià (PSI)                   | 22.173  | 10,2     | 3      |
| Partit Socialista Democràtic Italià (PSDI)       | 10.648  | 4,9      | 1      |
| Moviment Social Italià - Dreta Nacional (MSI-DN) | 8.866   | 4,1      | 1      |
| Partit Republicà Italià (PRI)                    | 7.436   | 3,4      | 1      |
| Partit Liberal Italià (PLI)                      | 6.524   | 3,0      | 1      |
| Democràcia Proletària (DP)                       | 2.278   | 1,1      | -      |
| Lliga Llombarda                                  | 813     | 0,2      | -      |
| altres                                           | 336     | 0,1      | -      |
| Total                                            | 216.439 | 100,00   | 30     |

## Campània
| Partits                                          | vots      | vots (%) | escons |
| ------------------------------------------------ | --------- | -------- | ------ |
| Democràcia Cristiana Italiana (DC)               | 1.253.462 | 39,0     | 24     |
| Partit Comunista Italià (PCI)                    | 730.413   | 22,7     | 14     |
| Partit Socialista Italià (PSI)                   | 458.689   | 14,3     | 9      |
| Moviment Social Italià - Dreta Nacional (MSI-DN) | 289.835   | 9,0      | 5      |
| Partit Socialista Democràtic Italià (PSDI)       | 173.421   | 5,4      | 3      |
| Partit Republicà Italià (PRI)                    | 117.537   | 3,7      | 2      |
| Partit Liberal Italià (PLI)                      | 73.948    | 2,3      | 1      |
| Democràcia Proletària (DP)                       | 36.273    | 1,1      | 1      |
| Llista Verda                                     | 30.791    | 1,0      | 1      |
| Partit Pensionistes                              | 11.063    | 0,3      | -      |
| Lliga Llombarda                                  | 9.671     | 0,3      | -      |
| altres                                           | 18.478    | 0,6      | -      |
| Total                                            | 3.216.666 | 100,00   | 60     |

## Pulla
| Partits                                          | vots      | vots (%) | escons |
| ------------------------------------------------ | --------- | -------- | ------ |
| Democràcia Cristiana Italiana (DC)               | 912.923   | 38,4     | 20     |
| Partit Comunista Italià (PCI)                    | 580.805   | 24,4     | 13     |
| Partit Socialista Italià (PSI)                   | 357.733   | 15,0     | 8      |
| Moviment Social Italià - Dreta Nacional (MSI-DN) | 244.474   | 10,3     | 5      |
| Partit Socialista Democràtic Italià (PSDI)       | 104.858   | 4,4      | 2      |
| Partit Republicà Italià (PRI)                    | 77.019    | 3,2      | 1      |
| Partit Liberal Italià (PLI)                      | 41.627    | 1,8      | 1      |
| Llista Verda                                     | 25.151    | 1,1      | -      |
| Democràcia Proletària (DP)                       | 19.011    | 0,8      | -      |
| Lliga Llombarda                                  | 6.527     | 0,3      | -      |
| Partit Pensionistes                              | 1.540     | 0,1      | -      |
| altres                                           | 6.445     | 0,2      | -      |
| Total                                            | 2.378.113 | 100,00   | 50     |

## Basilicata
| Partits                                          | vots    | vots (%) | escons |
| ------------------------------------------------ | ------- | -------- | ------ |
| Democràcia Cristiana Italiana (DC)               | 171.052 | 44,7     | 14     |
| Partit Comunista Italià (PCI)                    | 92.747  | 24,2     | 7      |
| Partit Socialista Italià (PSI)                   | 58.744  | 15,3     | 5      |
| Partit Socialista Democràtic Italià (PSDI)       | 23.820  | 6,2      | 2      |
| Moviment Social Italià - Dreta Nacional (MSI-DN) | 19.432  | 5,1      | 1      |
| Partit Republicà Italià (PRI)                    | 7683    | 1,7      | 1      |
| Partit Liberal Italià (PLI)                      | 5.109   | 1,3      | -      |
| Democràcia Proletària (DP)                       | 3.932   | 1,0      | -      |
| Lliga Llombarda                                  | 556     | 0,1      | -      |
| altres                                           | 862     | 0,2      | -      |
| Total                                            | 382.759 | 100,00   | 30     |

## Calàbria
| Partits                                          | vots      | vots (%) | escons |
| ------------------------------------------------ | --------- | -------- | ------ |
| Democràcia Cristiana Italiana (DC)               | 462.298   | 39,0     | 16     |
| Partit Comunista Italià (PCI)                    | 287.436   | 24,2     | 10     |
| Partit Socialista Italià (PSI)                   | 211.891   | 17,9     | 8      |
| Moviment Social Italià - Dreta Nacional (MSI-DN) | 75.624    | 6,4      | 2      |
| Partit Socialista Democràtic Italià (PSDI)       | 67.228    | 5,7      | 2      |
| Partit Republicà Italià (PRI)                    | 39.285    | 3,3      | 1      |
| Democràcia Proletària (DP)                       | 17.127    | 1,4      | 1      |
| Partit Liberal Italià (PLI)                      | 8.225     | 0,7      | -      |
| Partit Pensionistes                              | 2.886     | 0,2      | -      |
| Lliga Llombarda                                  | 1.489     | 0,1      | -      |
| altres                                           | 11.930    | 1,0      | -      |
| Total                                            | 1.185.419 | 100,00   | 40     |